# Aguriahana pteridis
Aguriahana pteridis är en insektsart som beskrevs av Irena Dworakowska 1994. Aguriahana pteridis ingår i släktet Aguriahana och familjen dvärgstritar. Inga underarter finns listade i Catalogue of Life.